# Allophatnus terminalis
Allophatnus terminalis är en stekelart som först beskrevs av Brulle 1846.  Allophatnus terminalis ingår i släktet Allophatnus och familjen brokparasitsteklar.

## Underarter
Arten delas in i följande underarter:
- A. t. hoensbroechii
- A. t. petiolaris
- A. t. somaliensis